# Sterno

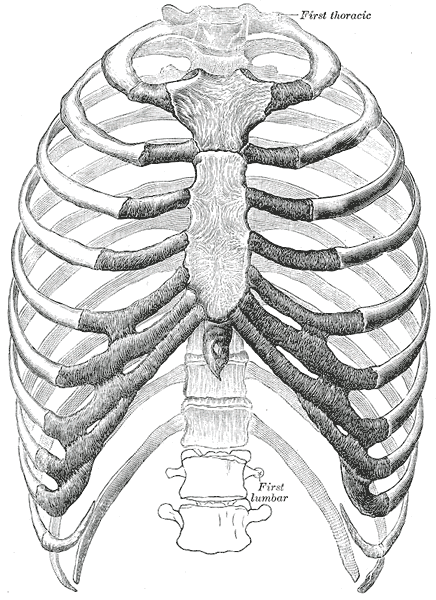
Vista anteriore dello sterno nell'architettura del torace.

Lo sterno (dal gr. "στέρνον", 'petto' ) è un osso piatto e allungato, verticale, impari e mediano, situato nella parte anteriore centrale del torace e leggermente convesso anteriormente e concavo posteriormente. È costituito da tessuto osseo spugnoso, riccamente vascolarizzato e ricco di midollo osseo rosso, rivestito da un sottile strato di tessuto osseo compatto ed è formato, dall'alto in basso,da tre parti: il manubrio, il corpo e il processo xifoideo,unite tra loro da cartilagine o saldate da tessuto osseo.
Collegato alle coste da una struttura di cartilagine, forma con queste la gabbia toracica che prende parte ai movimenti respiratori e contribuisce a proteggere dai traumi organi quali i polmoni, lo stomaco e l’esofago, il cuore e i principali vasi sanguigni.

## Manubrio dello sterno
Il manubrio dello sterno (o prosterno) si trova davanti al tratto della colonna vertebrale compreso tra la terza e la quarta vertebra toracica ed è la porzione di sterno più larga, presenta lungo il suo contorno superiore un'incisura, che è detta incisura giugulare. Da ciascun lato di questa si osserva un'incisura clavicolare rivestita di cartilagine ialina per l'articolazione con la clavicola e, inferiormente, un'incisura costale per l'articolazione con la prima cartilagine costale. All'unione fra manubrio e corpo dello sterno sono presenti altre due incisure costali per le seconde cartilagini costali. Tale zona risulta sollevata a formare una zona apprezzabile alla palpazione denominata angolo di Louis..

## Corpo dello sterno

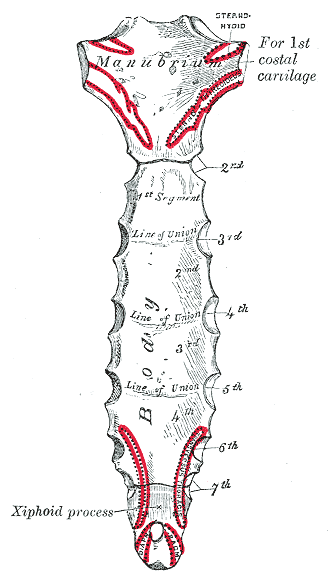
Superficie interna dello sterno

Il corpo dello sterno (o mesosterno) si trova davanti al tratto della colonna vertebrale compreso tra la quinta e la nona vertebra toracica e presenta una serie di tre linee ossee trasversali, le quali rappresentano i confini dei primitivi quattro segmenti, che a partire dalla pubertà si iniziano a saldare, dei quali risulta formato lo sterno medesimo: le sternebre. All'estremità di ciascuna di tali linee ossee si vedono, lungo i margini laterali dello sterno, le incisure costali che costituiscono le superfici articolari per l'articolazione con la terza, la quarta e la quinta cartilagine costale. In corrispondenza della quarta sternebra si trova anche, da ciascun lato, un'altra incisura costale per l'articolazione con la sesta cartilagine costale, mentre al confine con l'articolazione xifo-costale si trovano le incisure costali per l'articolazione con il settimo paio di cartilagini costali.

## Processo xifoideo o ensiforme
Il processo xifoideo (metasterno, xifisterno, appendice ensiforme o apofisi ensiforme) è un elemento piccolo rispetto al resto dello sterno e ha una conformazione variabile: può essere largo e sottile, appuntito, bifido, perforato, incurvato o deviato verso un lato. Si mantiene cartilagineo negli individui giovani, mentre nell'adulto ossifica variamente nella porzione superiore. In alcuni casi può mancare.

## Sviluppo
Lo sterno origina da diversi centri di ossificazione che nascono nell'abbozzo cartilagineo: il manubrio e processo xifoideo presentano due centri propri che compaiono tra il IV e il VI mese di vita fetale, mentre il corpo nasce da 5-8 nucleo che compaiono tra la fine della vita fetale e il primo anno di età. Verso i 4 anni, si formano le sternebre quattro segmenti ossei che si fondono dopo la pubertà. Intorno al 30º anno di vita avvengono le saldature fra manubrio e processo xifoideo al corpo.

## Articolazioni
Lo sterno si impegna in tre tipi di articolazioni:
- articolazioni sternali: articolazioni proprie dello sterno che collegano manubrio e processo xifoideo al corpo;
- articolazione sterno-costale: articolazioni fra sterno e cartilagini costali
- articolazione sterno-clavicolare: articolazioni fra sterno e la clavicola.

### Articolazioni sternali

#### Articolazione manubrio-sternale

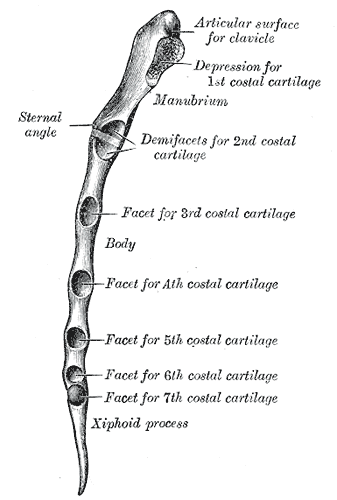
Vista laterale dello sterno che mette in evidenza l'angolo sternale e le superfici articolari costali.

L'articolazione manubriosternale è una sinfisi, detta sinfisi sternale, che nel 10% degli individui sopra i 30 anni ossifica dando vita a una sinostosi. È costituita da un disco fibrocartilagineo interposto fra le facce articolari di manubrio e corpo.
L'articolazione manubrio-sternale forma un angolo a convessità anteriore detto angolo sternale o angolo del Louis. Tale angolo, dotato di una certa mobilità dovuta alla sinfisi, assume un'ampiezza, variabile durante la respirazione, che va dal valore medio di 162,7º in inspirazione profonda al valore medio di 164,7º in espirazione profonda. Tale mobilità viene in seguito persa nel caso in cui l'articolazione ossifichi.
L'angolo, che forma un rilievo trasversale sporgente è di grande importanza in semeiotica poiché funge da punto di riferimento nella ricerca del secondo e dei tre successivi spazi intercostali attraverso i quali è possibile effettuare l'auscultazione dei toni cardiaci o il corretto posizionamento delle derivazioni precordiali nell'esecuzione di un ECG.

#### Articolazione xifo-sternale
L'articolazione xifo-sternale è una sincondrosi, essa in genere ossifica in una sinostosi con l'età.

## Inserzioni muscolari
Anteriormente, a livello del manubrio, lo sterno dà inserzione al muscolo sternocleidomastoideo; il muscolo gran pettorale si inserisce invece a partire dal manubrio (lateralmente all'inserzione dello sternocleidomastoideo) fino a tutto il corpo dello sterno, mentre a livello del processo xifoideo si inseriscono i fasci più mediali del muscolo retto dell'addome e nella parte più inferiore la linea alba.
Posteriormente, invece, a livello del manubrio si inserisce in posizione supero-mediale il muscolo sternoiodeo, e in posizione infero-laterale il muscolo sternotiroideo; a livello del corpo in posizione infero-laterale si inserisce il muscolo trasverso del torace, mentre a livello del processo xifoideo si inseriscono alcuni fasci appartenenti alla parte sternale diaframma.

## Anatomia comparata
Lo sterno è presente nei vertebrati terrestri (mammiferi, rettili [uccelli inclusi,  nei quali prende il nome di sterno carenato], anfibi), mentre è assente nei pesci.